# Rájec (Rájec-Jestřebí)
Rájec (v horském nářečí Réc[zdroj⁠?!]) je část města Rájec-Jestřebí v okrese Blansko. Dříve se jednalo o samostatnou obec Rájec nad Svitavou. Dalšími částmi města jsou Jestřebí, Holešín a Karolín.

## Název
Název patrně pochází od slova Ráj zdrobněno zdrobňující příponou „-ec“. V historických listinách je toto jméno různě komoleno (Raycz, Raicz, Regicz, v první polovině XV. století Rajecz, ve druhé Rejc, v 17. a 18. století Reitz). Dříve byl z pochopitelných důvodů (odvození od slova Ráj) Rájec rodu mužského, dnes je dle oficiálních míst rodu ženského[zdroj?].

## Znak
Rájecký znak je tvořen rádlem a krojidlem, které jsou po stranách doplněny jakýmisi kvítky. Toto se pochopitelně opakuje i na pečeti, na které je navíc i nápis.

## Historie
První písemná zmínka o Rájci pochází z roku 1141 na známé listině olomouckého biskupa Jindřicha Zdíka. Rájec je však patrně ještě starší, neboť roku 1136 napsal pokračovatel Kosmův, že statky ty "od dávné doby byly v držení předchůdců Zdikových". Pravděpodobně k biskupství nepatřil Rájec jako celek, jen některé části (biskupství však mělo většinu). Olomoucké biskupství však Rájce brzy pozbylo.

### Rod z Rájce a Lelekovic, páni z Kunštátu, páni z Lomnice

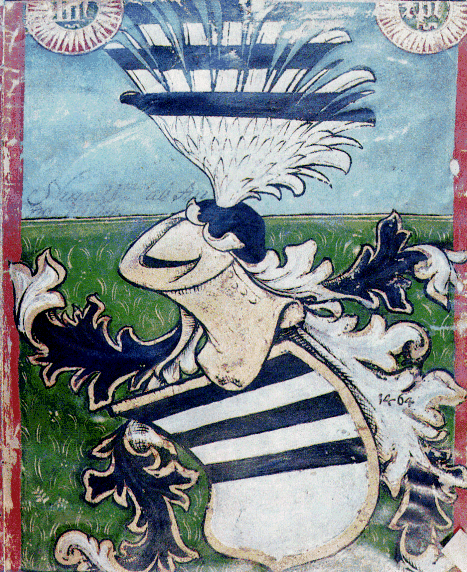
Znak pánů z Kunštátu

Většinu získali členové starobylého rodu z Rájce. Prvním, kdo používal přídomek z Rájce, byl Všebor z Rájce. Příslušníci rodu z Rájce byli příbuzní vladykům z Lelekovic. Ráječtí patřili k významným moravským rodům, neboť Všebor a Heřman jsou roku 1370 jmenováni jako přísedící u panského soudu. Některý z Všeborů z Rájce patrně založil ves Šeborov (dnes Šebrov). Roku 1385 měl téměř všechen majetek rájecký příslušník rodu pánů z Kunštátu Ješek Puška z Kunštátu (jisté podíly už měl roku 1375). Jeho syn Heralt Puška z Kunštátu prodal Rájec roku 1412 svému příbuznému Alšovi z Kunštátu a Lysic. Při této koupi se uvádějí dva rozbořené hrady. Vzápětí získal Rájec Jan z Lomnice. Dalšími majiteli Rájce jsou Jindřich z Rájce (zmiňovaný roku 1418) a Hanušek z Rájce a z Valče (roku 1437). Měli však již jen malý podíl.

### Drnovští z Drnovic

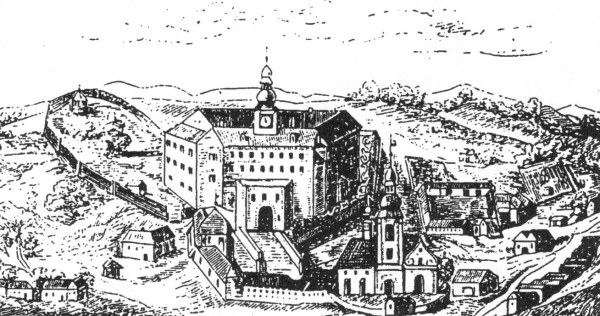
Starý zámek v Rájci roku 1670

V roce 1437 koupil rájecké zboží olomoucký biskup Pavel z Miličína, který je držel se svým bratrem Vilémem. Rodu pánů z Miličína patřil Rájec do roku 1464, kdy jej získali Bedřich, Bohuš a Petr z Drnovic. Drnovští z Drnovic své panství rozšiřovali a zvelebovali. Kolem roku 1570 nechal Bernard Drnovský z Drnovic pustý hrad v Rájci velkoryse přestavět v renesanční zámek. Po jeho smrti v roce 1600 zdědili rozsáhlé panství (Rájec, Doubravice, Drnovice, Jedovnice, Holštýn, Lipovec, Senetářov, Kotvrdovice, Holešín, Kuničky, Němčice, Žďár, Petrovice, Vavřinec, Sloup, Šošůvka, ...) potomci jeho bratra Bohuše Jan, Kateřina a Johanka. Jan zemřel roku 1620. Dědictví bylo rozděleno mezi Kateřinu, provdanou za Hanuše Zdislava z Heissensteinu (panství rájecké), a Johanku, provdanou za Jiřího Ehrenreicha z Roggendorfu (panství kounické).

### Třicetiletá válka
Kateřina zemřela roku 1621, Hanuš se oženil za Alžbětu Salmovou a roku 1635 zemřel. Kvůli třicetileté válce ale Rájec nepřipadl ani Alžbětě ani jejímu synovi, ale Janu hraběti Werdenberkovi a poté přešel do rukou rodiny Pazmanské. Johanka rozená Drnovská (poslední potomek Drnovských po přeslici), která díky účasti na povstání roku 1620 ztratila panství kounické, získala Rájecké u soudu roku 1661 zpět do rukou Drnovských. Roku 1667 Johanka umírá a roku 1675 připadá panství jejímu synovi Janu Kristianovi Roggendorfovi.
Počátkem 17. století zde bylo 38 domů, po třicetileté válce byl jeden z nich pustý. V roce 1793 zde bylo sto domů a 660 obyvatel.

### Rogendorfové z Mollenburku
Janův syn Karel Ludvík z Roggendorfu, svobodný pán z Mollenburku, založil osady Molenburk a Rogendorf, jeho choť Karolina rozená Pálffy z Erdödu založila Karolín. Po vyhoření zámku v Rájci si Karolina zvolila za své sídlo roku 1746 Sloup, kde byl právě dostavěn poutní kostel P. Marie Bolestné. Karolina zemřela roku 1759, zůstali po ní tři synové František, Antonín a Arnošt a tři dcery Aloisia, Gabriela a Rafaela. Posledně zmiňovaná se provdala za Antonína hraběte Salm-Reifferscheidta.

### Salmové

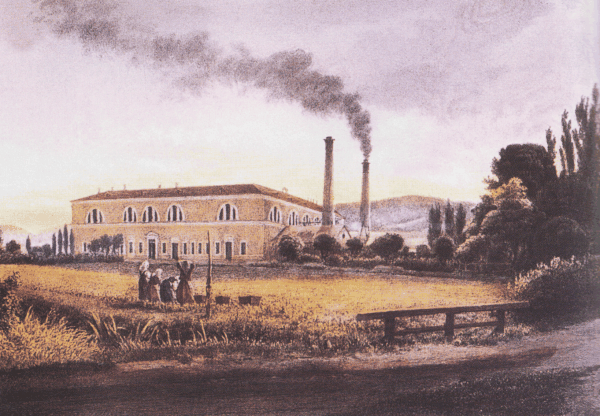
Cukrovar v Rájci kolem roku 1850

Antonín poté odkupuje podíly od ostatních dědiců. Tím se Salmové dostávají do Rájce. Nejvýznamnějším členem tohoto rodu byl Hugo František Salm, který hospodářsky zvelebil rájecké i blanenské panství.

### Novodobé dějiny
Dne 2. července 1913 byl Rájec povýšen c. k. okresním hejtmanstvím v Boskovicích na městys (městečko). Dne 12. června 1960 se konaly první společné Rájeckojestřebské volby do MNV, jimiž byly obě dříve samostatné obce spojeny v jeden celek Rájec-Jestřebí.

## Pamětihodnosti

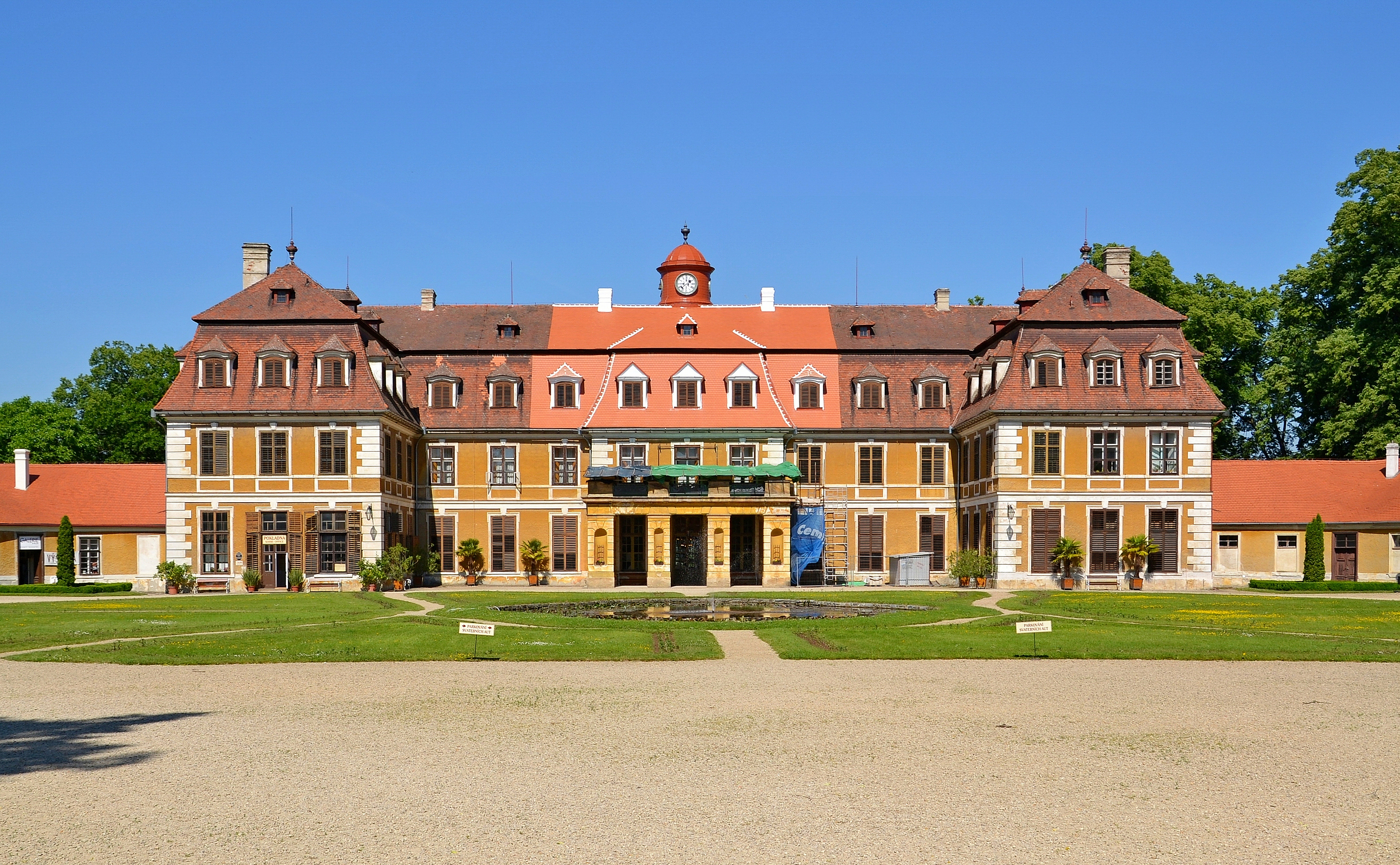
Nový zámek Rájec nad Svitavou

- Původně v Rájci stávaly dva hrady, hořejší (zmiňovaný roku 1376) na pahorku, kde nyní stojí zámek, a druhý na tzv. Sojčím vrchu, jemuž se též říká Hradisko. Oba jsou roku 1412 zmiňovány jako pobořené.
- Starý zámek – Někdy na počátku 16. století (asi roku 1506) byl hrad (dolní tvrz) obnoven a roku 1570 byl přestavěn Bernardem Drnovským na renesanční zámek (dnes zvaný Dolní zámek). K zámku vedla brána od kostela (tj. ze severu), nad níž byl znak Drnovských. Tato brána byla asi zazděna roku 1680 (podle závěrečného kamene s růží a letopočtem 1680). Nová brána jde od jihu. V rohu příhradku je kulatá věž, v níž bývalo dole vězení. Odtud pochází její název hladomorna. V první polovině 18. století tento zámek vyhořel.
- Před rokem 1746 Starý zámek vyhořel, byl pobořen a kamení z něj bylo použito k výstavbě zámku nového. Ten byl dokončen roku 1763. Jeho architektem je Bedruzzi a je v barokním stylu. To, že na sebe starý a dnešní nový zámek nenavazují, je způsobeno tím, že nový zámek byl postaven o kousek výš.
- kostel Všech svatých
- Socha archanděla Rafaela
- Socha svatého Floriána
- Dva krucifixy